# Campeonato Cearense 1962
In 1962 werd het 48ste Campeonato Cearense gespeeld voor clubs uit Braziliaanse staat Ceará. De competitie werd georganiseerd door de FCF en werd gespeeld van 1 april 1962 tot 14 april 1963. Ceará werd kampioen.

## Eerste toernooi
| Plaats | Club           | Wed. | W | G | V | Saldo | Ptn. |
| ------ | -------------- | ---- | - | - | - | ----- | ---- |
| 1.     | Ceará          | 7    | 5 | 1 | 1 | 26:9  | 11   |
| 2.     | Fortaleza      | 7    | 4 | 1 | 2 | 25:7  | 9    |
| 3.     | Ferroviário    | 7    | 3 | 2 | 2 | 13:15 | 8    |
| 4.     | América        | 7    | 3 | 1 | 3 | 12:12 | 7    |
| 5.     | Usina Ceará    | 7    | 3 | 1 | 3 | 10:14 | 7    |
| 6.     | Calouros do Ar | 7    | 3 | 1 | 3 | 16:17 | 7    |
| 7.     | Nacional       | 7    | 2 | 2 | 3 | 7:14  | 6    |
| 8.     | Gentilândia    | 7    | 0 | 1 | 6 | 6:27  | 1    |

|  | Play-off voor finaleplaats |

Play-off
|                      |       |       |           |  |
| 9 juni 1962 Play-off | Ceará | 3 – 2 | Fortaleza |  |
| 9 juni 1962 Play-off |       |       |           |  |

## Tweede toernooi
| Plaats | Club           | Wed. | W | G | V | Saldo | Ptn. |
| ------ | -------------- | ---- | - | - | - | ----- | ---- |
| 1.     | Usina Ceará    | 7    | 5 | 2 | 0 | 14:2  | 12   |
| 2.     | Calouros do Ar | 7    | 5 | 1 | 1 | 20:7  | 11   |
| 3.     | Ceará          | 7    | 3 | 4 | 0 | 17:4  | 10   |
| 4.     | Fortaleza      | 7    | 4 | 0 | 3 | 14:12 | 8    |
| 5.     | Ferroviário    | 7    | 3 | 2 | 2 | 16:9  | 8    |
| 6.     | Nacional       | 7    | 1 | 1 | 5 | 9:27  | 3    |
| 7.     | América        | 7    | 1 | 1 | 5 | 12:21 | 3    |
| 8.     | Gentilândia    | 7    | 0 | 1 | 6 | 4:24  | 1    |

|  | Naar finaleronde |

## Derde toernooi
| Plaats | Club           | Wed. | W | G | V | Saldo | Ptn. |
| ------ | -------------- | ---- | - | - | - | ----- | ---- |
| 1.     | Fortaleza      | 7    | 7 | 0 | 0 | 32:8  | 14   |
| 2.     | Ceará          | 7    | 5 | 1 | 1 | 23:6  | 11   |
| 3.     | Ferroviário    | 7    | 3 | 1 | 3 | 15:14 | 7    |
| 4.     | Usina Ceará    | 7    | 3 | 1 | 3 | 18:14 | 7    |
| 5.     | Calouros do Ar | 7    | 3 | 0 | 4 | 11:15 | 6    |
| 6.     | América        | 7    | 2 | 2 | 3 | 10:16 | 6    |
| 7.     | Nacional       | 7    | 1 | 2 | 4 | 13:23 | 4    |
| 8.     | Gentilândia    | 7    | 0 | 1 | 6 | 13:39 | 1    |

|  | Naar finaleronde |

## Finaleronde
| Plaats | Club        | Wed. | W | G | V | Saldo | Ptn. |
| ------ | ----------- | ---- | - | - | - | ----- | ---- |
| 1.     | Ceará       | 2    | 1 | 1 | 0 | 4:2   | 3    |
| 2.     | Usina Ceará | 2    | 0 | 2 | 0 | 3:3   | 2    |
| 3.     | Fortaleza   | 2    | 0 | 1 | 1 | 3:5   | 1    |

|  | Naar finaleronde |

### Kampioen
| Campeonato Cearense de 1962 |
| Ceará                       |
| --------------------------- |
| CEARÁ Kampioen (18° titel)  |